# Comitatul Nógrád
Comitatul Nógrád, cunoscut și ca Varmeghia Nógrád (în maghiară Nógrád vármegye, în germană Komitat Neuburg sau Neograd, în latină Comitatus Neogradiensis, în slovacă Novohradská župa), a fost o unitate administrativă a Regatului Ungariei din secolul XI și până în 1920. Teritoriul său se află actualmente în sudul Slovaciei și în nordul Ungariei. Numele Novohrad este încă utilizat în Slovacia ca o desemnare informală a teritoriului corespondent. Acest nume vine de la fostul castel Nógrád (Novohrad), aflat în prezent pe teritoriul Ungariei.
Capitala comitatului a fost orașul Balassagyarmat (în germană Jahrmarkt, în slovacă Balážske Ďarmoty), cu excepția secolului al XVIII-lea, când capitala a fost la Lučenec (în germană Lizenz, în maghiară Losonc).

## Geografie
Comitatul Nógrád se învecina la vest cu Comitatul Hont, la nord cu Comitatul Zvolen (Zólyom), la est cu comitatele Gömör-Kishont (Gemer-Malohont) și Heves și la sud cu Comitatul Pest-Pilis-Solt-Kiskun. El era situat aproximativ de-a lungul liniei care unea localitățile Poltár, Losonc (azi Lučenec), Szécsény și Vác. Râul Ipeľ/Ipoly curgea pe teritoriul comitatului. Suprafața comitatului în 1910 era de 4.133 km², incluzând suprafețele de apă.

## Istorie
Comitatul Nógrád este unul dintre cele mai vechi comitate din Regatul Ungariei, el fiind atestat încă din secolul XI. El a fost stăpânit de Imperiul Otoman, între anii 1541-1595 și 1605-1686, ca parte a Provinciei Budin și a Provinciei Egri. În secolul al XVIII-lea, capitala comitatului a fost stabilită remporar la Lučenec (în germană Lizenz, în maghiară Losonc), astăzi în Slovacia.
La sfârșitul Primului Război Mondial, partea comitatului Nógrád aflată la nord de râul Ipeľ/Ipoly a devenit parte componentă a noului stat Cehoslovacia (ca regiunea Novohrad), aceste modificări de granițe fiind recunoscute prin Tratatul de la Trianon (1920). Partea de sud a rămas pe teritoriul Ungariei. Ca urmare a prevederilor controversate ale Primului arbitraj de la Viena (noiembrie 1938), jumătatea de nord a regiunii Novohrad a intrat sub control maghiar. După al doilea război mondial,  au fost restaurate granițele stabilite în urma Tratatului de la Trianon. În 1993, Cehoslovacia s-a dizolvat și regiunea Novohrad a devenit parte a Slovaciei independente. Din 1996, aceasta face parte din regiunea Banská Bystrica a Slovaciei.
Partea ungară a fostului comitat Nógrád a fuzionat cu partea ungară a fostului comitat Hont și a format comitatul Nógrád-Hont. Între 1939 și 1945, acesta a fost unit cu jumătatea ocupată a părții slovace a fostului comitat Nógrád. Începând din 1950, partea ungară a fostului comitat Nógrád, împreună cu o mică parte a fostului comitat Hont, a format județul Nógrád.

## Demografie
În 1910, populația comitatului era de 261.517 locuitori, dintre care: 
- Maghiari -- 197.670 (75,58%)
- Slovaci -- 58.337 (22,30%)
- Germani -- 3.143 (1,20%)

## Subdiviziuni

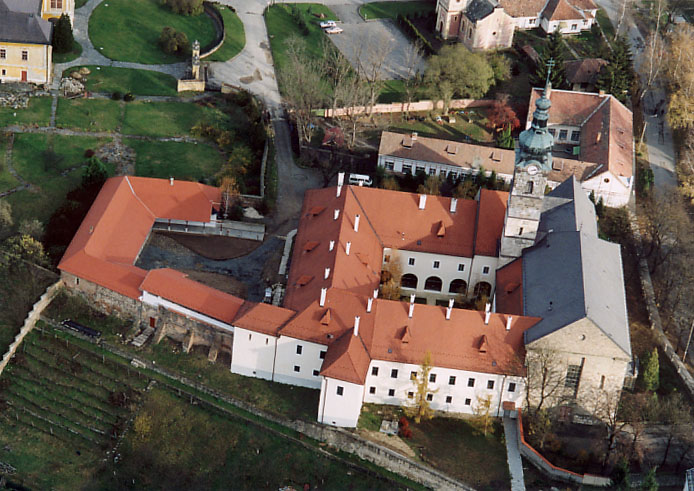
Mănăstirea franciscană Szécsény - Vedere aeriană

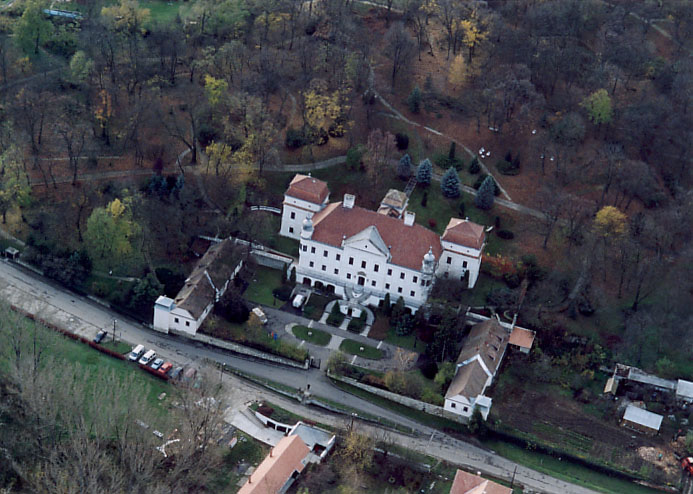
Palatul Szirák văzut de sus

La începutul secolului 20, subdiviziunile comitatului Nógrád (Novohrad) erau următoarele:
| Districte (járás)                          | Districte (járás)  |
| District                                   | Capitală           |
| ------------------------------------------ | ------------------ |
| Balassagyarmat                             | Balassagyarmat     |
| Gács                                       | Gács --- Halič     |
| Losonc                                     | Losonc --- Lučenec |
| Nógrád                                     | Rétság             |
| Salgótarján                                | Salgótarján        |
| Szécsény                                   | Szécsény           |
| Szirák                                     | Szirák             |
| Districte urbane (rendezett tanácsú város) |                    |
| Losonc --- Lučenec                         |                    |

Orașele Lučenec și Halič se află în prezent în Slovacia; restul se află pe teritoriul Ungariei.